# SO503iS
デジタル・ムーバ SO503iS HYPER（デジタル・ムーバ エス オー ごー まる さん アイ エス ハイパー）は、ソニー（現ソニーモバイルコミュニケーションズ）製のNTTドコモの第二世代携帯電話(mova)端末である。

## 概要
503iSシリーズでは最後にD503iSと同日発売。
SO503iに若干改良を加えたモデル。50xシリーズのソニー端末では、唯一「デジタル・ムーバ」を名乗っている（後継のSO504iは、ソニー・エリクソンとなってから登場）。
改良点はスピーカーの音質改善や「PostPet」の壁紙追加など細かい所が中心であった。

## 歴史
- 2001年7月16日　テレコムエンジニアリングセンター(TELEC)による技術基準適合証明の工事設計認証（工事設計認証番号WAA0131）
- 2001年7月17日　電気通信端末機器審査協会による技術基準適合認定の設計認証（設計認証番号A01-0586JP、J01-0197）
- 2001年9月17日　D503iSとともにドコモから発表
- 2001年9月20日　D503iSともに発売
- 2001年10月3日　TELECによる技術基準適合証明の工事設計認証（工事設計認証番号01WAA1002）
- 2012年3月31日　movaサービス終了により使用はこの日限りとなる。